# Naqūsān
Naqūsān (persiska: ناقوسان, نَغُّسَن, نِقوسان, نَقوشَن, نقوسان) är en ort i Iran.   Den ligger i provinsen Markazi, i den centrala delen av landet, 180 km sydväst om huvudstaden Teheran. Naqūsān ligger 1 915 meter över havet och antalet invånare är 316.
Terrängen runt Naqūsān är lite bergig, och sluttar norrut.Runt Naqūsān är det glesbefolkat, med 20 invånare per kvadratkilometer. Närmaste större samhälle är Tafresh, 12,3 km öster om Naqūsān. Trakten runt Naqūsān består i huvudsak av gräsmarker.